# レドリー・キング
レドリー・キング（Ledley Brenton King, 1980年10月12日 - ）はイングランド・ロンドン出身の元サッカー選手。元イングランド代表。ポジションはディフェンダー、ミッドフィールダー。トッテナム・ホットスパーFCで活躍した。
地元ロンドンの出身でトッテナム生え抜きのセンターバックであった。トッテナム一筋のワン・クラブ・マンであり、トッテナムのキャプテンも務めた。

## クラブ経歴
1997年に17歳でトッテナムのユースチームに入団。1999年5月のアンフィールドでのリヴァプールFC戦に出場しトップチームデビュー。当時はセントラルミッドフィルダーとしてプレーしていた。2000年12月のブラッドフォード・シティAFC戦で開始10.8秒でトップチームでの初得点となるゴールを挙げ、プレミアリーグの最速ゴール記録を更新した。
2001年にグレン・ホドルが監督に就任すると、北ロンドンのライバルであるアーセナルFCへ移籍した主将のソル・キャンベルの穴を埋めるためキングはセンターバックへとコンバートされた。開幕戦のアストン・ヴィラFC戦を無失点に抑える好スタートを切ると、レギュラーとして32試合に出場し、トッテナムのここ6シーズンでの最高順位となる9位フィニッシュに貢献。シーズン終了後にはイングランド代表に招集されるなど一躍期待の若手DFとなった。2002-03シーズンは臀部に負傷をかかえ11月まで出場することができず、25試合の出場に終わった。
2003年9月21日にホドルが解任されると、暫定監督のデイヴィッド・プリートはキングを再びセントラルミッドフィルダーに戻した。2004年2月4日のFAカップ、マンチェスター・シティ戦(3-4)ではおよそ3年ぶりの得点を記録。このシーズンはほとんどDFとしてプレーすることがなかったものの、シーズン終了後にはEURO2004のメンバーに選出された。
2004-05シーズンはジャック・サンティニが監督に就任し、またマイケル・キャリックら守備的ミッドフィルダーが加入したことからセンターバックに復帰。ベテランディフェンダーのヌールディン・ナイベトやゴールキーパーのポール・ロビンソンとともに形成したディフェンスラインは13度のクリーンシート（無失点試合）とリーグ最小の41失点を記録し、トッテナムのクラブ記録を34シーズンぶりに更新した。キングはリーグ戦の全38試合にフル出場、カップ戦9試合にも出場し、トッテナムのこのシーズンの全試合のうち欠場したのは1試合のみであった。キングはアーセナルとのノース・ロンドン・ダービーでの得点を含む自己最多の3得点を記録。9月にはプレミアリーグ月間最優秀選手に、ディフェンスの選手として初めて選出された。またジェイミー・レドナップが2005年に移籍した後にはトッテナムのキャプテンに就任した。
2005-06シーズンはプレシーズンのピースカップ制覇に始まり、キャプテンとしてチームを牽引。マイケル・ドーソンと新たに組んだディフェンスラインは前シーズンよりもさらに強固なものとなり、シーズン失点数は38失点となり再びクラブ記録を塗り替えた。キングはアーセナルとのダービーマッチで再び得点するなど自身最多タイの3得点を挙げ攻守に活躍した。トッテナムは4試合を残して4位とチャンピオンズリーグ出場権獲得を狙える位置にいたものの、4月にキングが中足骨を骨折し離脱したことで失速、5位に終わった。
2006-07シーズンは骨折の治療のため9月半ばまで出場することができず、その後も出場は制限された。後に再び中足骨を骨折し、セビージャCFとのUEFAカップ決勝に出場することはできなかった。このシーズンはキングはトッテナムの全58試合の半分にも出場することができず（27試合出場）、トッテナムは2シーズン連続で5位となったものの、クリーンシートは3試合に減少した。

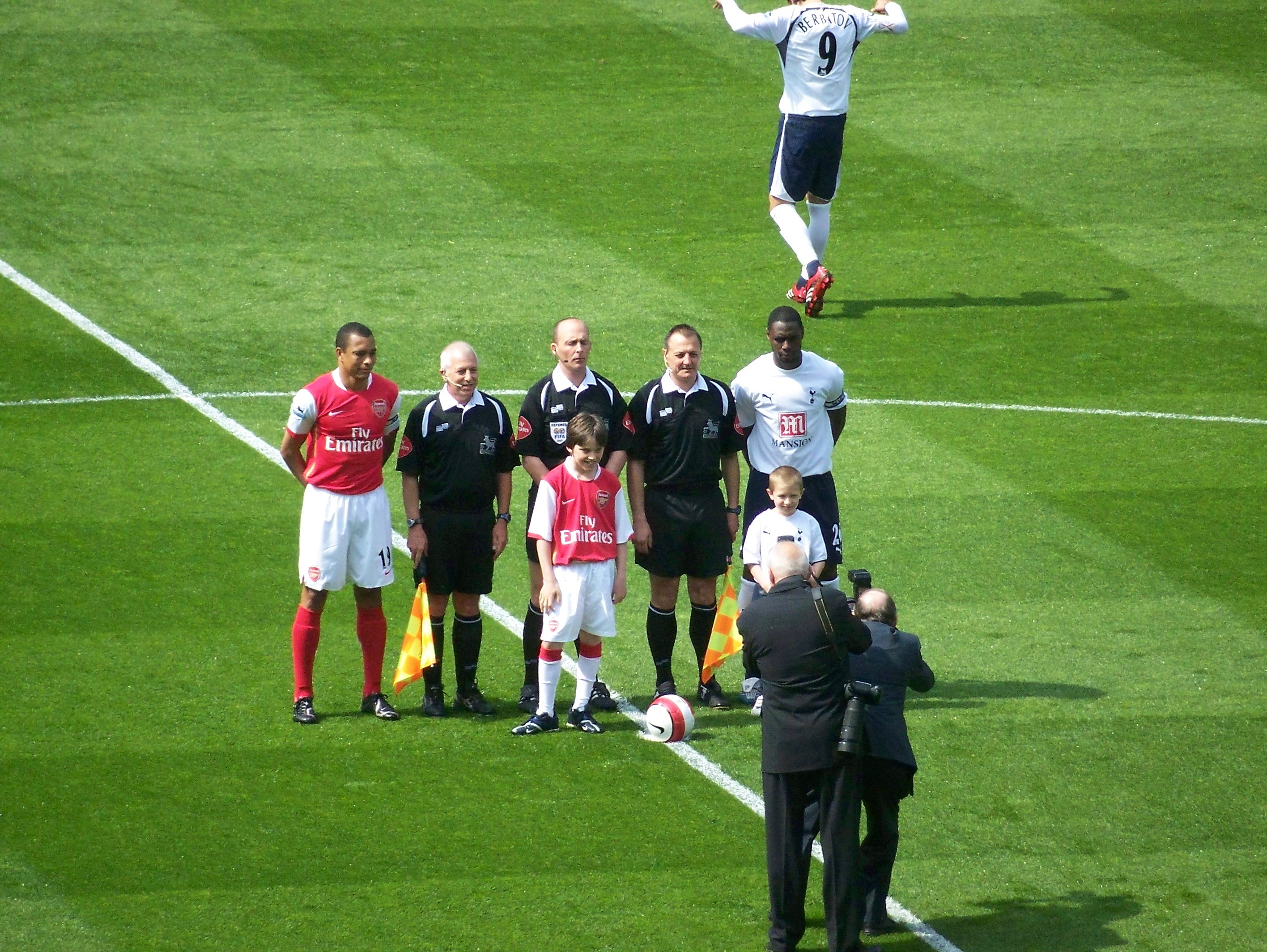
ノース・ロンドン・ダービーでキャプテンを務めるキング（2007年4月21日）

2007-08シーズンは負傷がさらに悪化し、初出場は12月26日のフラムFC戦となった。その後もわずかながら出場しカーリングカップ決勝のチェルシーFC戦での勝利に貢献し初タイトルを獲得したが、4月には再び離脱。リーグ戦4試合、カップ戦6試合の計10試合の出場に終わった。
2008-09シーズンもキングの出場機会が制限されることは明白で、監督のファンデ・ラモスは当初はカップ戦に優先してキングを起用した。しかし開幕8試合でトッテナムは勝ち点を2しか挙げることができず解任。後任のハリー・レドナップはリーグ戦でキングを起用する方針をとりチームを立て直した。10月26日のボルトン・ワンダラーズFC戦でプレミアリーグ200試合出場を達成。カーリングカップ決勝ではキャプテンとしてマンチェスター・ユナイテッドFCを120分間無得点に抑えたが、PK戦で敗退した。5月10日にクラブで酒に酔い暴行をはたらいたとして逮捕された。1日で釈放され、キングはクラブの公式サイトで謝罪文を公開した。なお、事件後最初の試合となった5月16日のマンチェスター・シティ戦にキングは出場した。
2009-10シーズンも引き続き出場リーグ戦のみとなったが、2010年4月14日のアーセナル戦ではフル出場し、自身初めてのノース・ロンドン・ダービー勝利を経験。トッテナム4位、マンチェスター・シティ5位で迎えた5月5日のシティとの直接対決でもキャプテンとして無失点に抑えた。このシーズンはトッテナムがプレミアリーグ移行後最高となる4位に入り、初めてUEFAチャンピオンズリーグの出場権を獲得した。シーズン終了後にはトッテナムと新たに2年契約を延長した。
2012年7月19日にけがを理由に現役引退を発表、以降はトッテナムでアンバサダーを務める。

## 代表経歴
ミッドフィルダー時代のU-21代表に選出後、2002年3月27日のイタリアとの親善試合でディフェンダーとしてA代表デビュー。2004年2月18日のポルトガルとの親善試合で代表初得点を挙げた。2003-04シーズンは大部分をミッドフィルダーとしてプレーしたが、EURO2004初戦のフランス戦では負傷したジョン・テリーに代わりセンターバックとして先発出場。またグループリーグ第3戦のクロアチア戦では守備的ミッドフィルダーとして途中出場した。
ワールドカップ予選での活躍から本戦でのメンバー入りが濃厚視されたが、膝の負傷のため落選した。ファビオ・カペッロ就任後最初の招集メンバーにも選出されたが負傷のため辞退し、2008年、2009年は代表では出場無しとなった。
2009年3月28日のスロバキア戦と4月1日のウクライナ戦に向けたメンバーに1年半ぶりに招集されたが、やはり辞退。しかし5月11日に2010 FIFAワールドカップへのイングランド代表30人に選出され、5月24日のメキシコ戦で3年ぶりの代表での出場と、6年ぶりの得点を挙げた。キングはワールドカップ出場メンバーに残り、主将のリオ・ファーディナンドの負傷もあってグループリーグ初戦のアメリカ戦に先発出場しW杯デビューを果たしたが、負傷し前半のみで交代。大会を去った。

## 評価
フィジカルの強さ、ヘディング、両足のボールの扱い、タックルのタイミングなどディフェンダーとして高い能力を誇り、トッテナムの監督を務めたマルティン・ヨルは「私のキャリアで最高のセンターバック」と評していた。また元チームメイトでスカイスポーツの解説者であるジェイミー・レドナップは「キングはボールを引き寄せる磁石のような生粋のDFで、イングランドで最高のセンターバックだ。」と賞賛していた。タイムズ紙はトッテナムの全年代でのベストプレーヤー50人の中で、25位にキングを挙げた。
晩年は慢性的な膝の負傷に悩まされ、効果的な治療法も見つかっておらず、1週間に1試合の出場が限界とされていた。チームでの練習の代わりに個人でフィットネスを行なって調整をし、練習をほとんどせずとも試合では良質なプレーを続けたキングを監督のハリー・レドナップは「完全な変人」と表現した。トッテナムのサポーターは「彼は1本しか膝がないがジョン・テリーより上だ」というチャントでキングを讃えた。

## 代表歴

### 出場大会
- イングランド代表
  - 2010 FIFAワールドカップ

### 試合数
- 国際Aマッチ 21試合 2得点（2002年-2010年）[12]

| イングランド代表 | 国際Aマッチ | 国際Aマッチ |
| 年               | 出場        | 得点        |
| ---------------- | ----------- | ----------- |
| 2002             | 1           | 0           |
| 2003             | 1           | 0           |
| 2004             | 9           | 1           |
| 2005             | 4           | 0           |
| 2006             | 2           | 0           |
| 2007             | 2           | 0           |
| 2008             | 0           | 0           |
| 2009             | 0           | 0           |
| 2010             | 2           | 1           |
| 通算             | 21          | 2           |

## 獲得タイトル
トッテナム・ホットスパーFC
- ピースカップ : 2005
- フットボールリーグカップ : 2008

個人
- プレミアリーグ月間最優秀選手 : 2004年9月